# Plavni, Kozelșciîna
Plavni (în ucraineană Плавні) este un sat în comuna Hovtva din raionul Kozelșciîna, regiunea Poltava, Ucraina.

## Demografie
Componența lingvistică a localității Plavni
     Ucraineană (100%)
Conform recensământului din 2001, toată populația localității Plavni era vorbitoare de ucraineană (100%).